# 東京都立小平高等学校
東京都立小平高等学校（とうきょうとりつ こだいらこうとうがっこう）は東京都小平市仲町に所在する都立高等学校。

## 設置学科
- 普通科
- 普通科外国語コース

普通科においては、男子硬式野球・女子バレーボール・女子バスケットボール・男子バスケットボールなどについて「文化・スポーツ等特別推薦」を実施している。
その甲斐もあってか野球部は、全国高校野球西東京大会で2008年・2014年にベスト8、2005年・2009年にはベスト4入りするなど好成績を残している。

## 沿革
- 1962年（昭和37年） 11月に校名が「東京都立小平高等学校」に決定され、12月1日付で設置。
- 1963年（昭和38年） 4月8日に第一回入学式を挙行、5月18日にPTA設立、6月3日に生徒会設立。
- 1967年（昭和42年） 学校群制度実施。東京都立久留米高等学校と76群を組む。
- 1968年（昭和43年） 体育館完成。
- 1969年（昭和44年） 76群に東京都立東村山高等学校が加わる。
- 1970年（昭和45年） プール完成。
- 1978年（昭和53年） 久留米高校が76群から分離される。
- 1982年（昭和57年） グループ合同選抜制度施行、92グループに編成される。
- 1993年（平成5年）　4月、外国語コース2クラスを普通科に設置。
- 1994年（平成6年）　単独選抜となる。
- 1996年（平成8年）　6月に新校舎が落成。

## 交通
出典 : 
電車
| 路線名       | 最寄り駅   | 徒歩所要時間 |
| ------------ | ---------- | ------------ |
| 西武新宿線   | 小平駅     | 10分         |
| 西武多摩湖線 | 青梅街道駅 | 10分         |
| JR武蔵野線   | 新小平駅   | 20分         |

バス
| 運行事業者 | 乗車駅       | 系統       | 下車停留所        |
| ---------- | ------------ | ---------- | ----------------- |
| 西武バス   | 武蔵小金井駅 | 武17・武20 | 「仲町」、徒歩5分 |
| 西武バス   | 国分寺駅     | 寺61・寺62 | 「仲町」、徒歩5分 |

## 著名な出身者
- 岸谷五朗 - 俳優
- 早瀬優香子 - 歌手、女優
- 鍵本景子 - 女優
- 南海まり - 元宝塚歌劇団星組娘役
- 榎本亜弥子 - モデル
- 道祖土絵美 - キャスター
- 柳原可奈子 - お笑い芸人
- ザ・パンチ - お笑いコンビ
- 清水清一朗 - 前衆議院議員
- 川田龍平 - 参議院議員、人権活動家、元HIV訴訟原告
- 郷野聡寛 - 総合格闘家
- 小関桃 - 女子プロボクサー
- 青山弘之 - 東京外国語大学大学院総合国際学研究院教授
- 中川文人 - 作家・編集者・実業家
- 建石修志 - 画家